# Brian Pulido
Brian Pulido (30 de novembro de 1961) é um escritor e produtor de histórias em quadrinhos e filmes.